# بانتساروو
بانتساروو (به صربی: Bancarevo) یک منطقهٔ مسکونی در صربستان است که در Niška Banja واقع شده‌است. بانتساروو ۶٫۹۸ کیلومتر مربع مساحت و ۶۶ نفر جمعیت دارد و ۵۶۷ متر بالاتر از سطح دریا واقع شده‌است.